# Championnat des Émirats arabes unis de football 2022-2023
Navigation
Saison précédente Saison suivante
La saison 2022-2023 du Championnat des Émirats arabes unis de football est la quarante-neuvième édition du championnat national de première division aux Émirats arabes unis. Les quatorze meilleures équipes du pays sont regroupées au sein d'une poule unique où elles s'affrontent deux fois au cours de la saison, à domicile et à l'extérieur.
Al Ain FC est le tenant du titre.

## Qualifications continentales
Le premier du championnat ainsi que le vainqueur de la Coupe des Émirats arabes unis obtiennent leur qualification pour la phase de qualification de la Ligue des champions de l'AFC 2023-2024. Le champion de la saison 2021-2022, Al Ain FC est assuré d'une place en phase de groupe.

## Clubs participants
- Al-Wahda Club
- Al Ain FC
- Ajman Club
- Sharjah FC
- Al-Dhafra
- Al-Jazira Club
- Al Nasr Dubaï
- Shabab Al-Ahli Club
- Al Wasl Dubaï
- Baniyas SC
- Khor Fakkan Club
- Al-Ittihad Kalba SC
- Dibba Al-Fujairah Club - promu de D2
- Al-Bataeh Club - promu de D2

## Compétition

### Classement
Le classement est établi sur le barème de points classique (victoire à 3 points, match nul à 1, défaite à 0).
| Rang | Équipe                   | Pts | J  | G  | N | P  | Bp | Bc | Diff |
| ---- | ------------------------ | --- | -- | -- | - | -- | -- | -- | ---- |
| 1    | Shabab Al-Ahli Dubaï     | 57  | 26 | 17 | 6 | 3  | 53 | 25 | +28  |
| 2    | Al Ain Club T            | 54  | 26 | 16 | 6 | 4  | 67 | 31 | +36  |
| 3    | Al-Wahda Club            | 52  | 26 | 15 | 7 | 4  | 48 | 26 | +22  |
| 4    | Al Wasl Dubaï            | 47  | 26 | 13 | 8 | 5  | 53 | 32 | +21  |
| 5    | Al-Jazira Club           | 46  | 26 | 14 | 4 | 8  | 50 | 39 | +11  |
| 6    | Ajman Club               | 44  | 26 | 13 | 5 | 8  | 41 | 38 | +3   |
| 7    | Sharjah SC C             | 43  | 26 | 12 | 7 | 7  | 42 | 21 | +21  |
| 8    | Al-Ittihad Kalba SC      | 33  | 26 | 9  | 6 | 11 | 32 | 41 | -9   |
| 9    | Al Nasr Dubaï            | 27  | 26 | 7  | 6 | 13 | 28 | 44 | -16  |
| 10   | Khor Fakkan Club         | 25  | 26 | 6  | 7 | 13 | 27 | 43 | -16  |
| 11   | Baniyas SC               | 24  | 26 | 6  | 6 | 14 | 34 | 46 | -12  |
| 12   | Al-Bataeh Club P         | 21  | 26 | 5  | 6 | 15 | 30 | 57 | -27  |
| 13   | Dibba Al-Fujairah Club P | 20  | 26 | 5  | 5 | 16 | 20 | 44 | -24  |
| 14   | Al-Dhafra                | 12  | 26 | 3  | 3 | 20 | 26 | 64 | -38  |

| Légende : Qualifications et relégations | Légende : Qualifications et relégations                                                         |
| --------------------------------------- | ----------------------------------------------------------------------------------------------- |
|                                         | Qualification pour la Ligue des champions de l'AFC 2023-2024                                    |
|                                         | Qualification pour le tour préliminaire de la Ligue des champions de l'AFC 2023-2024            |
|                                         | Relégation en First Division League                                                             |
|                                         | T : Tenant du titre 2021-2022 P : Promu de D2 C : Vainqueur de la Coupe des Émirats arabes unis |

- Al Ain Club en tant que champion de la saison 2021-2022 est assuré de jouer la phase de groupe de la Ligue des champions de l'AFC 2023-2024.
- Sharjah SC  en tant que vainqueur de la Coupe du Président 2021-2022 et 2022-2023 est assuré d'une place en tour préliminaire de la Ligue des champions de l'AFC 2023-2024.

## Bilan de la saison
| Championnat des Émirats arabes unis de football 2022-2023 |                                        |
| Champion                                                  | Shabab Al-Ahli Dubaï (8e titre)        |
| Coupes et trophées                                        |                                        |
| Vainqueur de la Coupe des Émirats arabes unis 2022-2023   | Sharjah SC                             |
| Qualifications continentales                              |                                        |
| Ligue des champions de l'AFC 2023-2024                    | Al Ain Club Phase de poule             |
| Ligue des champions de l'AFC 2023-2024                    | Sharjah SC Tour préliminaire           |
| Ligue des champions de l'AFC 2023-2024                    | Shabab Al-Ahli Dubaï Tour préliminaire |
| Promotions et relégations                                 |                                        |
| Promus en Arabian Gulf League                             | Hatta Cultural and Sports Club         |
| Promus en Arabian Gulf League                             | Emirates Cultural Sport Club           |
| Relégués en First Division League                         | Dibba Al-Fujairah Club                 |
| Relégués en First Division League                         | Al-Dhafra                              |